# Club Deportivo Estepona Fútbol Sénior
El Club Deportivo Estepona Fútbol Sènior és un club de futbol espanyol amb seu a Estepona, Màlaga, a la comunitat autònoma d'Andalusia. Fundat l'any 2014, juga a Segona Federació, i celebra els partits a casa a l'Estadi Municipal Francisco Muñoz Pérez, amb una capacitat de 3.800 persones.

## Història
Fundat el 2014 com a reemplaçament de la dissolta Unión Estepona CF, el club va crear inicialment una configuració juvenil anomenada Club Deportivo Estepona Fútbol Base, després va iniciar un equip sènior anomenat Club Deportivo Estepona Fútbol Senior per a la campanya 2014-15. Després de dos ascensos consecutius en les seves dues primeres campanyes, el club va passar quatre temporades a la Divisió d'Honor abans d'aconseguir l'ascens a Tercera Divisió el maig de 2020.
L'Estepona va patir un descens immediat de tornada a Divisió d'Honor (ara sisena després de la creació d'una nova tercera), però va guanyar el seu grup la temporada 2021-22 i va tornar a Tercera el 30 de maig de 2022. El 20 d'agost, el club va aconseguir l'ascens administratiu a Segona Federació després de comprar la plaça de la dissolta Extremadura UD.

## Temporada a temporada
| Temporada | Nivell | Divisió   | Lloc    | Copa del Rei |
| --------- | ------ | --------- | ------- | ------------ |
| 2014–15   | 7      | 3ª I.     | 1r      |              |
| 2015–16   | 6      | 2ª I.     | 1r      |              |
| 2016–17   | 5      | Div. Hon. | 9è      |              |
| 2017–18   | 5      | Div. Hon. | 10è     |              |
| 2018–19   | 5      | Div. Hon. | 6è      |              |
| 2019-20   | 5      | Div. Hon. | 3r      |              |
| 2020-21   | 4      | 3a        | 8è / 9è |              |
| 2021–22   | 6      | Div. Hon. | 1r      |              |
| 2022–23   | 4      | 2a Fed.   | 8è      |              |
| 2023–24   | 4      | 2a Fed.   |         |              |

- 2 temporades a Segona Federació
- 1 temporada a Tercera Divisió